# ホアキン・ソーサ
エンソ・ホアキン・ソーサ・ロマーニュク（Enzo Joaquín Sosa Romañuk, 2002年1月10日 - ）は、ウルグアイ・リオ・ネグロ県フライ・ベントス出身のプロサッカー選手。セリエA・ボローニャFC所属。ポジションはDF。

## クラブ経歴
地元フライ・ベントスのクラブチームを経て、2017年にナシオナル・モンテビデオのユースチームに加入。2020年にトップチームに昇格。翌2021年4月8日のCAレンティスタス戦でプロデビュー。翌月そのCAレンティスタスへのローン移籍となり、同年シーズンはローン先で先発に定着し、リーグ戦25試合2得点を記録。翌2022年シーズンもリベルプールFCへのローン移籍でのプレーとなり、シーズン途中まで18試合に出場した。
2022年8月17日、ボローニャFCと5年契約を締結した。

## 代表経歴
2019年にペルーで開催された南米U-17選手権に、U-17のウルグアイ代表で出場した。